# Rhynchogonia algerica
Rhynchogonia algerica là một loài ruồi trong họ Tachinidae.